# Tim Bendzko
Tim Bendzko (Berlín, 9 d'abril de 1985) és un cantautor alemany.

## Carrera
De jove va estudiar a l'Institut Esportiu i va jugar pel 1. Fußballclub Union Berlin. Més endavant va estudiar teologia evangèlica i religions no cristianes. La seua carrera musical va començar amb classes de guitarra, i amb 16 anys va escriure les seues primeres cançons. Com a guanyador d'un concurs de talents va tindre l'oportunitat de cantar davant 20.000 espectadors a l'estiu de 2009 al Teatre del Bosc de Berlín, cosa que li va permetre d'obtenir un contracte de gravació amb Sony Music.
El 17 de juny de 2011 va aparèixer el seu àlbum debut Wenn Worte meine Sprache wären, amb el senzill Nur noch kurz die Welt retten. El videoclip va ser filmat sota la direcció de Hagen Decker a Los Angeles i el senzill va assolir la segona posició del Media Control Charts i un disc de platí en vendre més de 300.000 exemplars. L'àlbum també va rebre el platí.

## Discografia
| 2011 | Wenn Worte meine Sprache wären | 4 (… Wo.) | 11 (31 Wo.) | 13 (41 Wo.) | Publicar per primera vegada: 1 de juliol de 2011 Alemanya: Premis: 3x Gold (300.000 vendes) Suïssa: Premis: 1x Gold (15.000 vendes) Àustria: Premis: 1x Gold (10.000 vendes) |

### Senzills
| 2011 | Nur noch kurz die Welt retten Wenn Worte meine Sprache wären  | 2 (47 Wo.) | 8 (34 Wo.)  | 4 (35 Wo.)  | Publicat per primer cop: 10 de juny de 2011 Alemanya: Premis: 1x Platí (300.000 Venuts) Suïssa: Premis: 1x Platí (30.000 Venuts) Àustria: Premis: 1x or (15.000 Venuts) |
| 2011 | Wenn Worte meine Sprache wären Wenn Worte meine Sprache wären | 5 (25 Wo.) | 15 (25 Wo.) | 33 (10 Wo.) | Publicat per primer cop: 30 de setembre de 2011 Alemanya: Premis: 1x Gold (150.000 vendes)                                                                              |
| 2012 | Ich laufe Wenn Worte meine Sprache wären                      | 47 (3 Wo.) | 53 (1 Wo.)  | —           | Publicat per primer cop: 9 de març de 2012 |
| 2012 | Sag einfach Ja Wenn Worte meine Sprache wären                 | 42 (4 Wo.) | —           | —           | Publicat per primer cop: 20 de juliol de 2012 |

### Altres publicacions
- 2010: DEMOTAPE, Musikkassette, Freibank Musikverlag GmbH, amb els títols: Wenn Worte meine Sprache wär´n, Das letzte Mal, Mein Leben ist Dein Leben, Zeit die bleibt, Kleiner Wind, Wo ist sie hin
- 2011: Nur noch kurz die Welt retten (videoclip dirigit per Hagen Decker)
- 2011: Ich kann alles sehen (només a iTunes)
- 2011: Zweifellos (Com a artista convidat en l'àlbum „Ganz Normaler Wahnsinn“ von F.R.)
- 2011: 12 Days of Christmas: Wenn Worte meine Sprache wären (iTunes LP)

## Premis
- 2011: Guanyador del Bundesvision Song Contest 2011
- 2011: Audi Generation Award 2011 en la categoria de „Musik“
- 2011: Bambi 2011 en la categoria de „Newcomer“
- 2011: 1Live Krone en la categoria de „Beste Single“
- 2011: Wild And Young Award com a „Durchstarter des Jahres“
- 2012: ECHO en la categoria de „Newcomer National“
- 2012: Regenbogen Award en la categoria de „Hörerpreis“
- 2012: MTV Europe Music Awards 2012 en la categoria de „Bester deutscher Act“
- 2012: 1Live Krone en la categoria de „Bester Künstler“